# Бад-Александерсбад
Бад-Александерсбад (нім. Bad Alexandersbad) — громада в Німеччині, розташована в землі Баварія. Підпорядковується адміністративному округу Верхня Франконія. Входить до складу району Вунзідель. Складова частина об'єднання громад Трестау.
Площа — 8,94 км2. Населення становить 977 ос. (станом на 31 грудня 2020).